# Simona La Mantia
Simona La Mantia, italijanska atletinja, * 14. april 1983, Palermo, Italija.
Nastopila je na poletnih olimpijskih igrah v letih 2004 in 2012, dosegla je sedemnajsto in osemnajsto mesto v troskoku. Na evropskih prvenstvih je osvojila srebrno medaljo leta 2010, na evropskih dvoranskih prvenstvih pa naslov prvakinje leta 2011 in bronasto medaljo leta 2013. Šestkrat je postala italijanska državna prvakinja v troskoku in italijanska dvoranska državna prvakinja v troskoku.